# Zeigerheim
Zeigerheim ist ein Ortsteil der Stadt Bad Blankenburg im Landkreis Saalfeld-Rudolstadt in Thüringen mit ca. 130 Einwohnern. Das Dorf besitzt ein gut erhaltenes historisches Ortsbild und ist ein Ausflugsziel.

## Geografie und Geologie

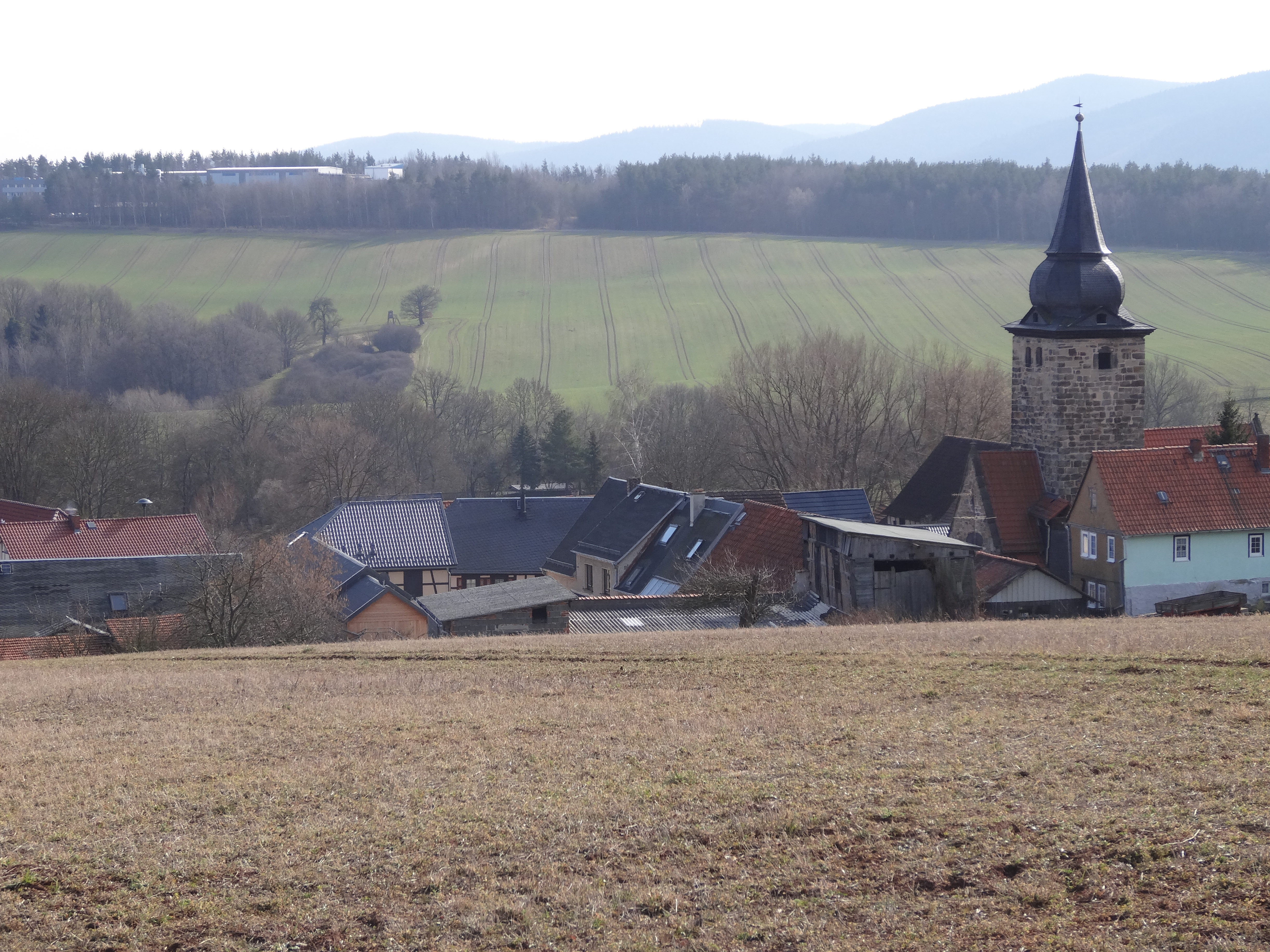
Blick übers Plateau von Zeigerheim zum Thüringer Schiefergebirge

Zeigerheim liegt zwei Kilometer westlich von Rudolstadt-Volkstedt auf einem erhöhten, dem Süden zugeneigten Plateau 297 m NN über dem Saaletal. Von da kann man weit in die Ferne sehen mit Blicken in das Saaletal und zur Burg Greifenstein. Dieses Gelände ist die Gemarkung von Zeigerheim, die hauptsächlich landwirtschaftlich genutzt wird. Auf der Anhöhe „Liske“ steht jetzt Wald. Der nördlich abgrenzende Kesselberg ist bewaldet.
Südlich im Tal liegt die Stadt Bad Blankenburg. Unweit des Ortes führt im Tal die Bundesstraße 88 vorbei und verbindet den Ort mit den umliegenden Städten und Dörfern.
Überwiegend liegt grundwasserferner Muschelkalk an. Es gibt auch Lehm- und Sandstandorte.

## Nachbarorte
Nachbarorte sind Kleingölitz, Weiler Schwarzenhof, Schaala, Schwarza und Rudolstadt.

## Geschichte
Zeigerheim wurde 1350 urkundlich erstmals genannt. Zeigerheim ist ein ehemaliges slawisches Runddorf. Es liegt im Schutz des 425 m hohen Berges „Liske“ und des Kesselberges. Die Flurnamen sind meist slawisch. Bis 1810 stand in den Südlagen des Berges „Liske“ Wein. Er wurde ab 1810 gerodet.
1396 wurde der Bau der Wehrkirche vollendet.
Bis 1918 gehörte der Ort zur Oberherrschaft des Fürstentums Schwarzburg-Rudolstadt.

## Wirtschaft

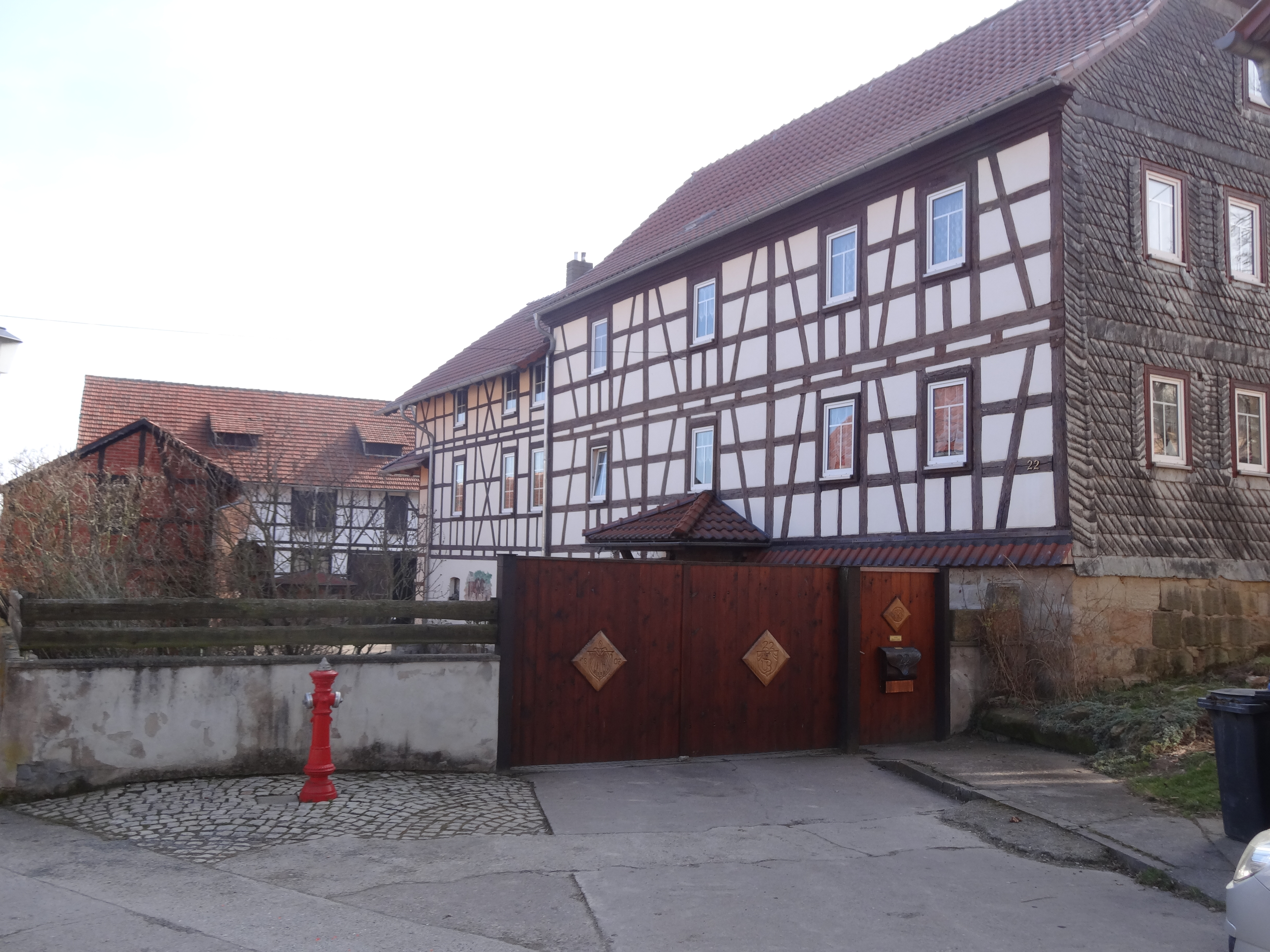
Bauernhof in Zeigerheim

Das Dorf war und ist landwirtschaftlich orientiert. Die traditionellen Bauernhöfe beweisen dies. Außerdem verstand und versteht man heute noch die natürliche Lage für Erholungszwecke zu nutzen. Ein Wasserwerk für die Städte liegt auch in der Gemarkung.